# Тератин
Тератин, або Терятин (пол. Teratyn) — село в Польщі, у гміні Ухані Грубешівського повіту Люблінського воєводства. Населення — 391 особа (2011).

## Назва
На думку мовознавиці Галини Вишневської, назва села Терятин може походити від дохристиянського імені Терята.

## Історія

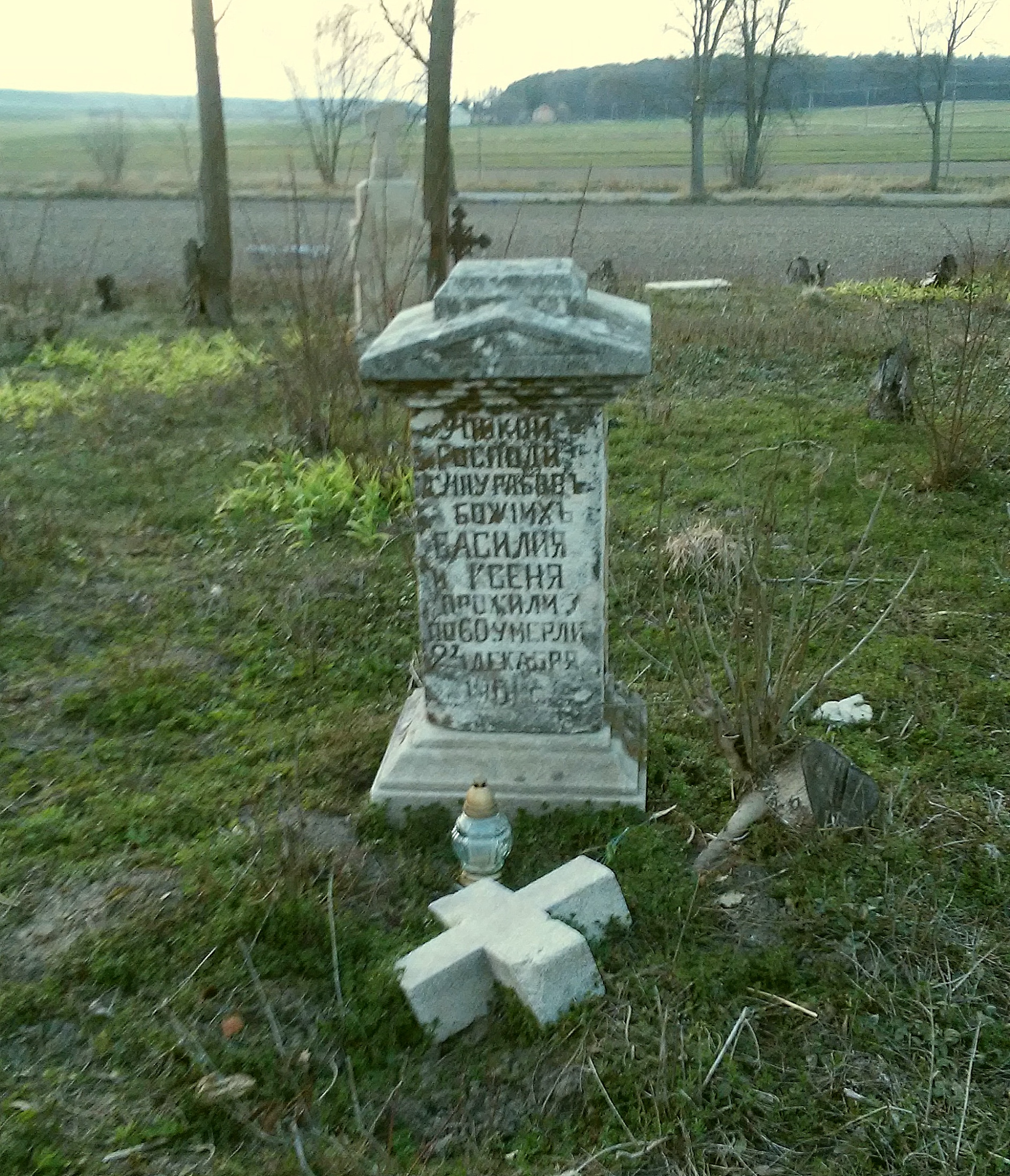
Православний цвинтар

1564 року вперше згадується православна церква в селі.

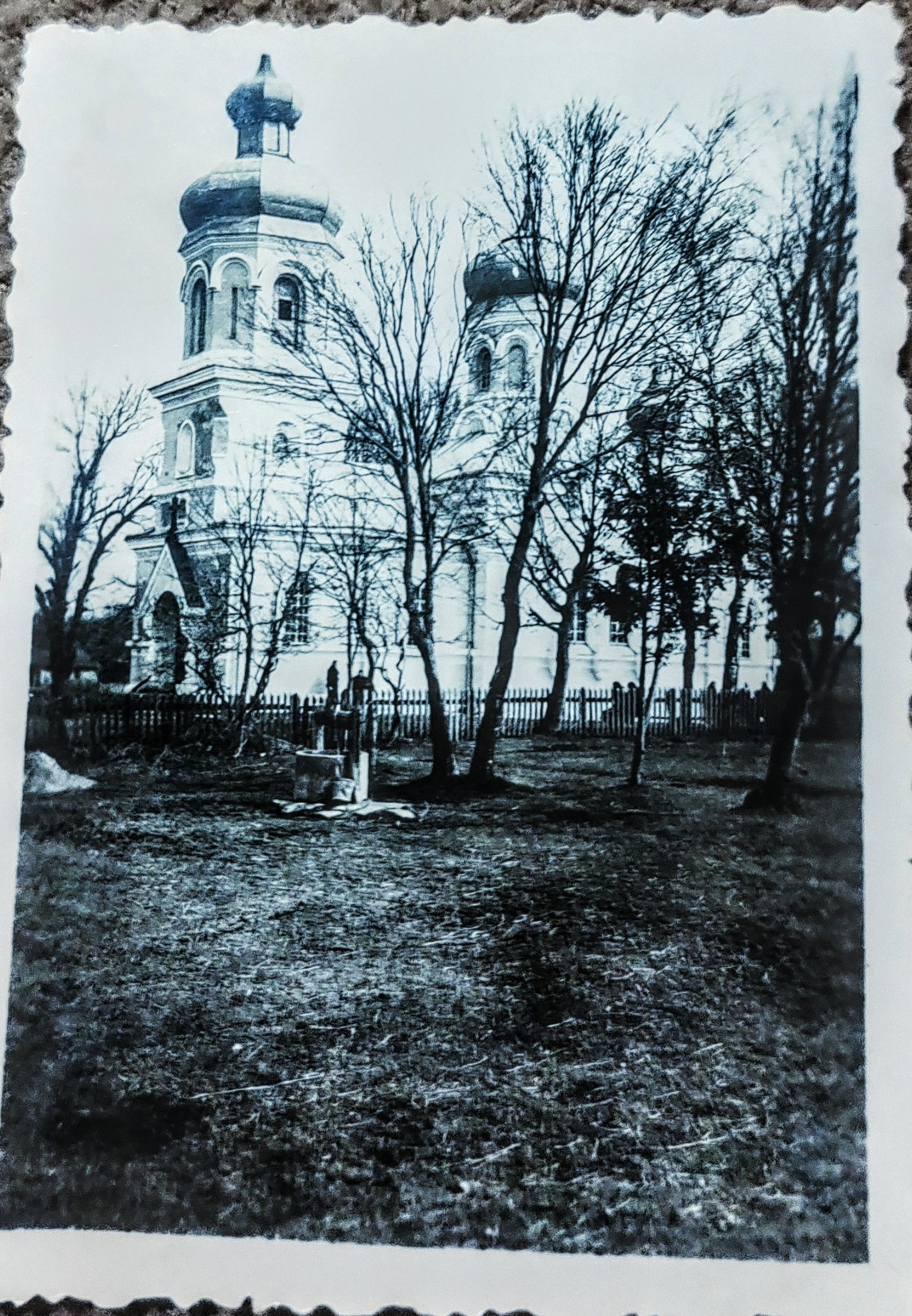
церква 1941 р.

За даними етнографічної експедиції 1869—1870 років під керівництвом Павла Чубинського, у селі проживали греко-католики, які розмовляли українською мовою.
У 1921 році село входило до складу гміни Ярославець Грубешівського повіту Люблінського воєводства Польської Республіки.
1941 р. Українську народну школу ім.М. Грушевського очолив полковник УНР Павло Павлович Григорович-Барський. Разом з дружиною Єлізаветою та сином Євгеном ,при школі, організував український аматорський гурток.  В 1942 р , кавалер ордена"Хрест Симона Петлюри" П.П.Григорович -Барських представився і був похований , імовірно , на території с. Терятин .

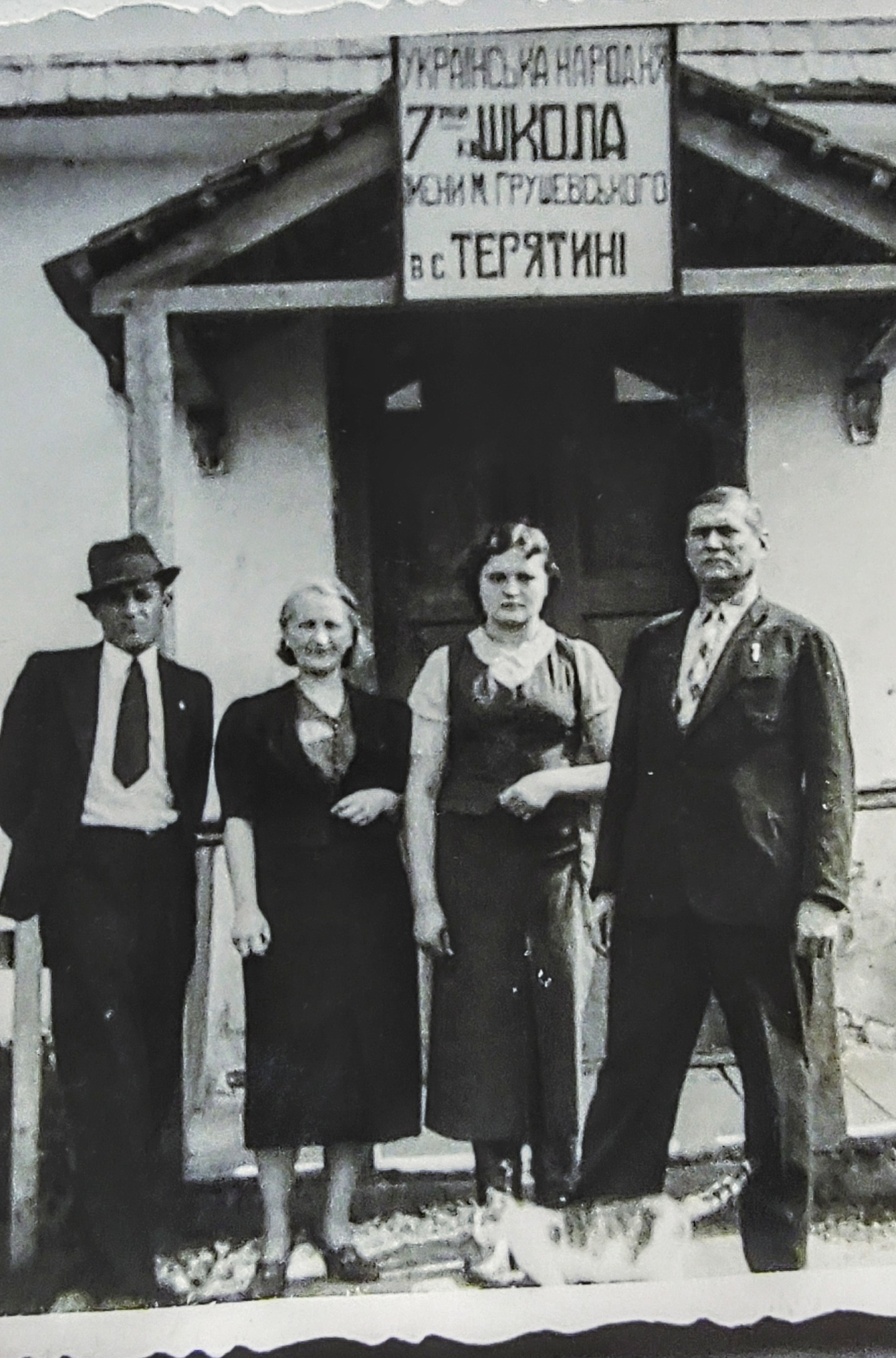
педагогічний колектив школи

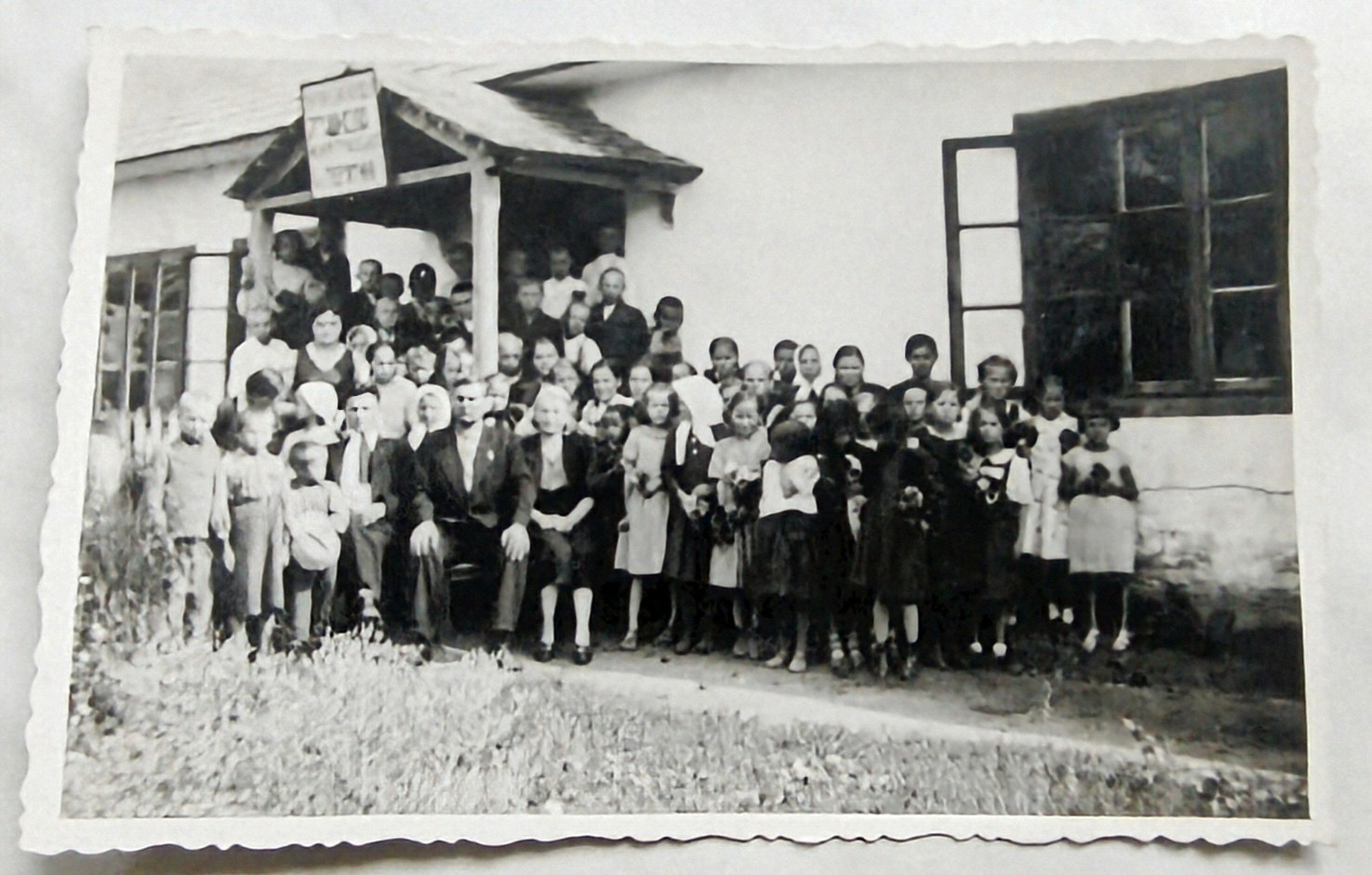
школа

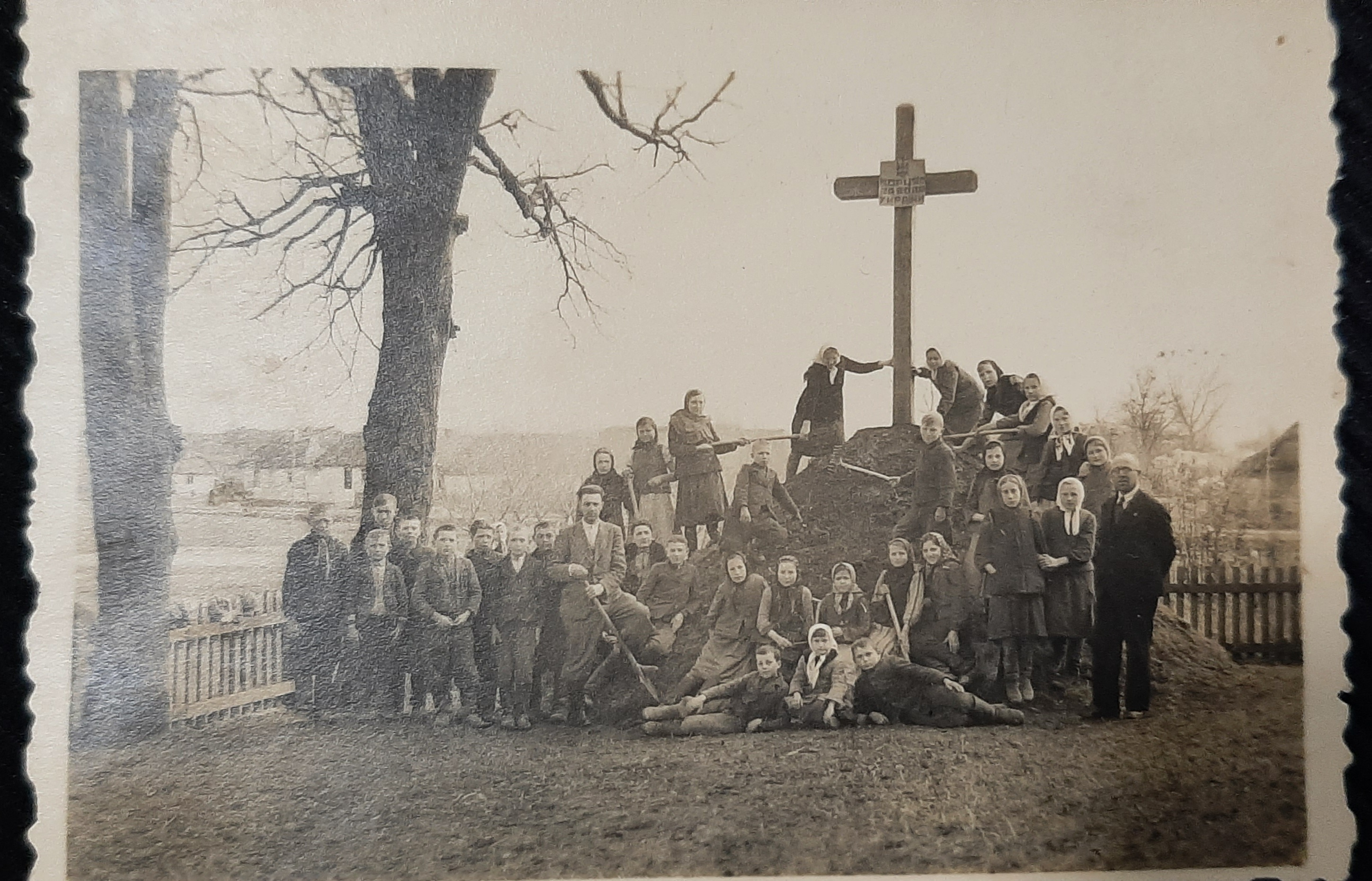
Українці

У 1944—1946 роках у селі діяла українська школа.
У 1975—1998 роках село належало до Замойського воєводства.

## Населення
За даними перепису населення Польщі 1921 року в селі налічувалося 111 будинків та 630 мешканців, з них:
- 285 чоловіків та 345 жінок;
- 547 православних, 28 римо-католиків, 55 юдеїв;
- 427 українців, 167 поляків, 36 євреїв.

У 1943 році в селі проживало 512 українців і 23 поляків; на сусідній однойменній колонії — 219 українців і 11 поляків.
Демографічна структура станом на 31 березня 2011 року:
|          | Загалом | Допрацездатний вік | Працездатний вік | Постпрацездатний вік |
| -------- | ------- | ------------------ | ---------------- | -------------------- |
| Чоловіки | 191     | 28                 | 137              | 26                   |
| Жінки    | 200     | 39                 | 103              | 58                   |
| Разом    | 391     | 67                 | 240              | 84                   |

## Відомі люди
- Василь Мартиш (1874—1945) — отець протопросвітер і священномученик Української православної церкви.